# Király páros
A Király páros (eredeti cím: Pair of Kings) 2010 és 2013 között futott amerikai szitkom, amelyet Dan Cross és David Hoge alkotott. A főbb szerepekben Mitchel Musso, Doc Shaw, Adam Hicks, Kelsey Chow, Ryan Ochoa és Geno Segers látható.
Amerikában a Disney XD mutatta be 2010. szeptember 10-én. Magyarországon a Disney Channel mutatta be 2012. március 31-én.

## Történet[2]
A harmadik évadban Mitchel Musso helyett Adam Hicks lesz Boomer testvére.
A sorozat két 16 éves főszereplője Brady és Boomer, akik testvérek. Chicagóban élnek a nagynénjüknél. Egy napon Kinkow- sziget királyi tanácsadója elmegy a fiúk középiskolájába, hogy közölje velük: ők a király trónörökösei, és nem onnan származnak, ahonnan ők gondolják. A fiúk itt rájönnek, hogy az életük drámaian megváltozik a közeljövőben.

## Szereplők

### Főszereplők
| Szereplő        | Színész                    | Magyar hang        | Leírás |
| --------------- | -------------------------- | ------------------ | --- |
| Brady király    | Mitchel Musso (1.-2. évad) | Czető Roland       | Boomer ikertestvére. Kinkow királya. Szerelmes Mikayla-ba. A 3. évadban elszökik, helyére harmadik testvérük, Boz lép.                                                                            |
| Boz király      | Adam Hicks (3. évad)       | Markovics Tamás    | Boomer és Brady rég elveszett ikertestvére. A 3. évadban lép be királynak. |
| Boomer király   | Doc Shaw                   | Szalay Csongor     | Brady ikertestvére. Kinkow királya. |
| Mikayla Makoola | Kelsey Chow                | Bogdányi Titanilla | Mason lánya. Brady szerelmes belé, és neki is vannak érzései Brady iránt. A 3. évad elején kijelenti, hogy addig nem veszi komolyan Brady-t, amíg Kinkow királya, aki ezt meghallja, és elszökik. |
| Lanny           | Ryan Ochoa                 | Czető Ádám         | Kinkow lakója. Király akar lenni, de ez sosem sikerül neki. A harmadik évadban ő lesz Lanada királya.                                                                                             |
| Mason Makoola   | Geno Segers                | Bognár Tamás       | Kinkow lakója. Mikayla apja. |

### Mellékszereplők
| Szereplő                 | Színész        | Magyar hang   |
| ------------------------ | -------------- | ------------- |
| Candis                   | Brittany Ross  | Laudon Andrea |
| Rebecca "Awesome" Dawson | Logan Browning | Dögei Éva     |

## Epizódok
| Évad | Évad | Epizódok | Eredeti sugárzás     | Eredeti sugárzás  | Magyar sugárzás     | Magyar sugárzás  |
| Évad | Évad | Epizódok | Évadpremier          | Évadfinálé        | Évadpremier         | Évadfinálé       |
| ---- | ---- | -------- | -------------------- | ----------------- | ------------------- | ---------------- |
|      | 1    | 21       | 2010. szeptember 10. | 2011. május 2.    | 2012. március 31.   | 2013. március 3. |
|      | 2    | 26       | 2011. június 13.     | 2012. április 16. | 2013. május 18.     | 2015. június 14. |
|      | 3    | 22       | 2012. június 18.     | 2013. február 18. | 2015. szeptember 1. | 2016. október 1. |